# Guillaume Rouby de Cals
Guillaume Rouby de Cals (né le 21 novembre 1733 à Saissac, dans l'Aude et mort en 1807) était un entrepreneur et un économiste français du XVIIIe siècle, qui fit sa carrière en Italie, dans le duché de Parme.

## Biographie
Guillaume Rouby de Cals est né dans une famille noble qui est propriétaire d'un château à Lapleau, il s'installe dans le duché de Parme en 1756, appelé par le premier  ministre Guillaume du Tillot pour collaborer à l'administration financière du duché.
Il prend la charge de secrétaire particulier de Du Tillot et à partir de 1769, il est directeur, à Borgo San Donnino (aujourd'hui Fidenza), d'une fabrique de tissus de drap de laine destinés à l'armée et à la maison royale qui emploie jusqu'à 150 ouvriers.
En 1771, Du Tillot est destitué et en  1774 la fabrique dirigée par Rouby de Cals ferme, le duché reprenant les commandes de tissus à l'étranger.
Guillaume Rouby de Cals ne peut continuer sa carrière à la cour étant trop proche de Du Tillot, il occupe cependant, jusqu'à la fin de ses jours, la direction de l'administration des finances de Plaisance.